# Кафана Солун
Солун кафана у Јагодини на такозваној Малој пијаци основана је средином 19. столећа. Њени гости су били околни трговци и занатлије из „Папуџијске улице“ (данас: Стевана Синђелића) а у пазарним данима средом и суботом рабаџије са дрвима из црновршких и јахорских забрана из готово свих села источне Шумадије због чега је простор на којем лежи познат другачије и као „дрвена пијаца“.
Име „Солун“ добила је почетком 20. века под власником Бором Стојанчићем, од којег је откупљује Димитрије Николић, звани Леванта (што на цинцарском значи вредан), и даје под закуп Андри Тасићу. У току Првог светског рата и неколико година доцније једини закупац је био Андра Тасић, док 1922. кафану није преузео Левантин зет Божа Бојић, родом из Крагујевца, са супругом Викторијом. После његовог стечаја 1938. кафана је власништво хипотекарне банке а на лицитацији исте године - казанџије Живка Бурића, који је издаје под закуп све до национализације 1948. године. Један од закупаца за време прошлог века био је и Раде Андрејић, механџија из Међуреча са осталим кафанама на малој пијаци - „Талпаром“ такође из 19. века, на чијим темељима лежи вишеспратна зграда, и такозваном „Чуљковом“ кафаном преко пута, које су држали познати јагодинске кафеџије Рафајло Обрадовић и Петар Ђорђевић „Рибарац“. Својим специјалитетима: црним вином, печењем на пању, које се гостима мерило на оке, и другим мезелуцима, радо је привлачило чаршијске гурмане и боеме, поред осталих и познатог песника и сликара Ђуру Јакшића.
Обновљена 1971. године, под дирекцијом Угоститељског предузећа „Палас“, и дугогодишњег директора Мирка Димитријевића. Пројекат унутрашњег уређења ентеријера и зидну сликарску композицију у фреско техници, великог формата, „Солун“ израдио је Слободан Селенић, јагодински уметник и дизајнер.
Текст на спомен плочи, постављеној приликом отварања 1971. године: 
„Један од честих гостију кафане Солун са осталим житељима старе Јагодине током 19. столећа био је и познати песник и сликар Ђура Јакшић, за време службовања као учитељ краснописа у Јагодинској реалки од 1869. до 1971. године.“
Солун кафана је постојала до 1996. године, када је оригиналан ентеријер уништен. Првобитна зграда постоји и данас, мада је спољашњи изглед донекле нарушен. Данас је ту пицерија „Пица хит“.